# Blatno (Hlinsko)
Blatno je vesnice a část města Hlinsko v okrese Chrudim. Nachází se na jihovýchodě Hlinska, jeden kilometr od centra. Prochází zde silnice II/343. Blatno leží v katastrálním území Blatno u Hlinska o rozloze 3,52 km².

## Historie
První písemná zmínka o vesnici pochází z roku 1392.

## Další fotografie

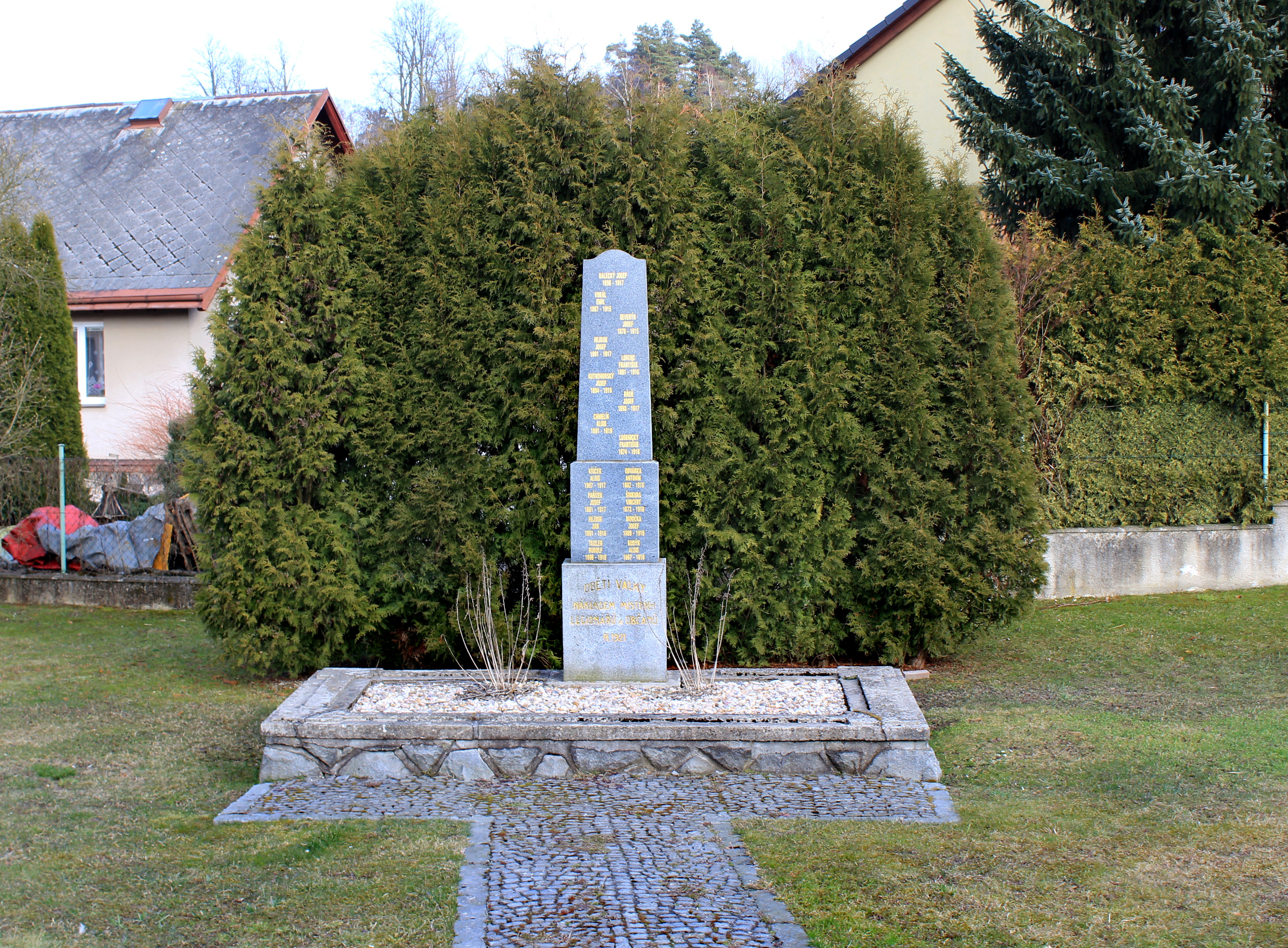
Památník
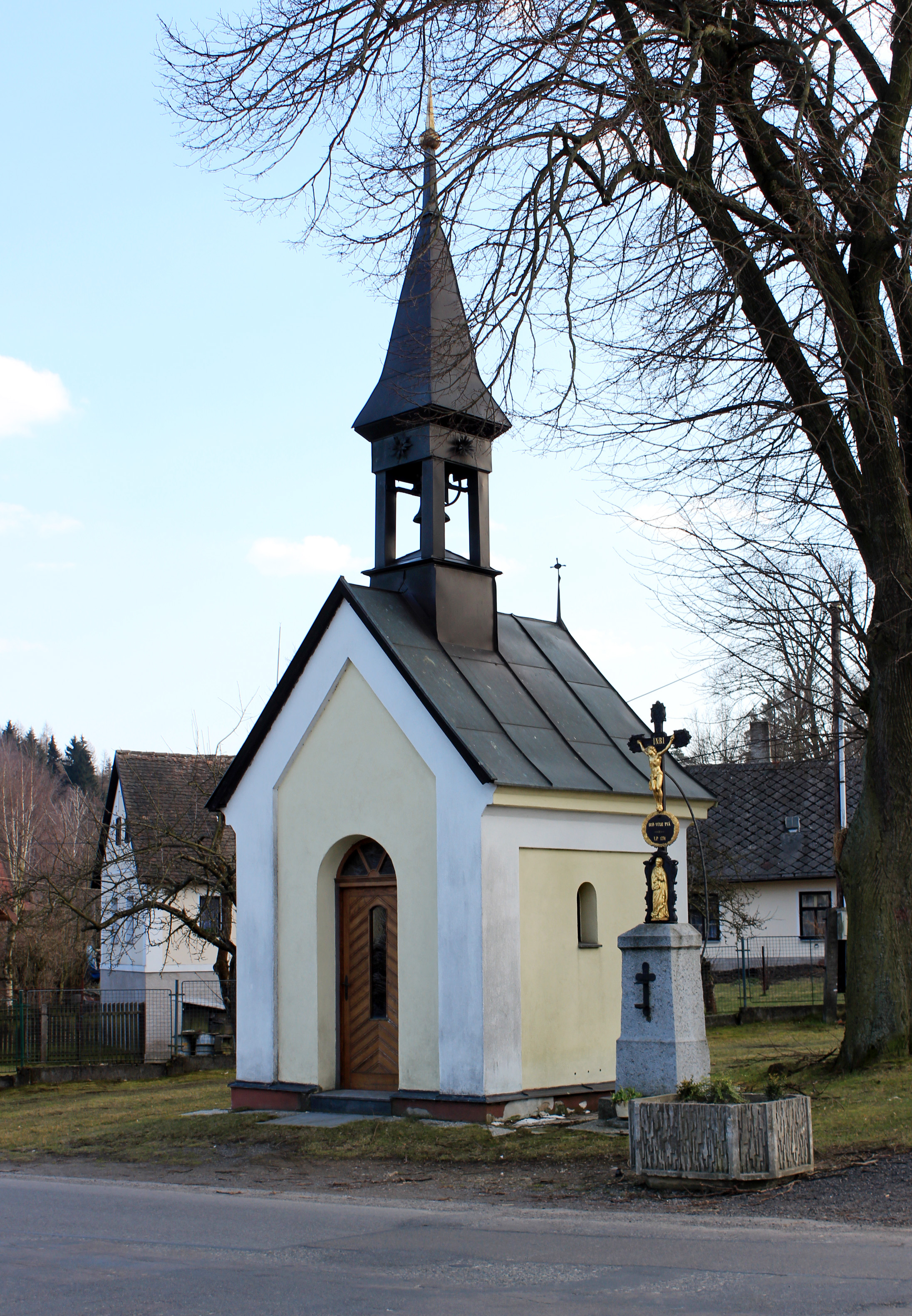
Kaplička s křížkem
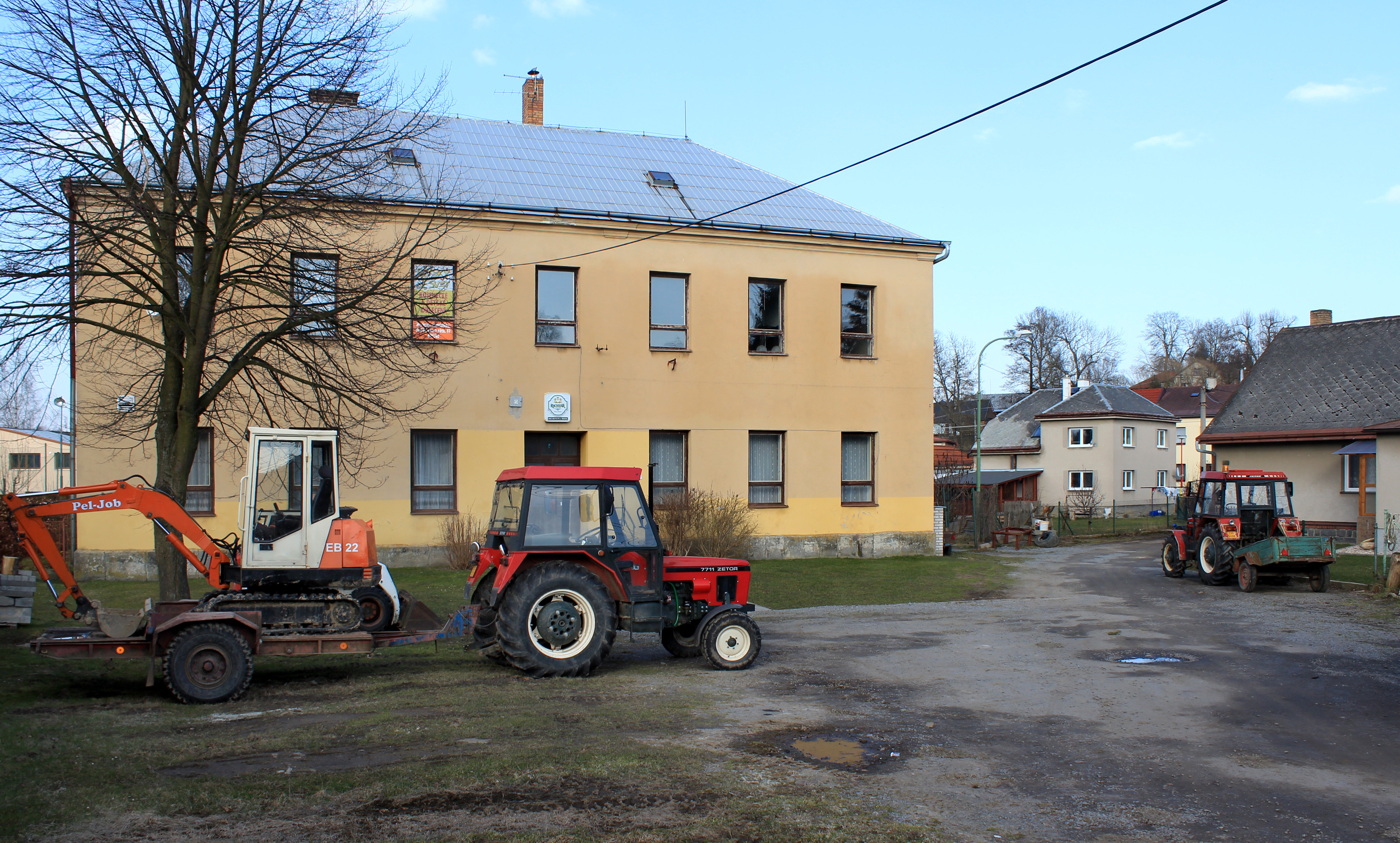
Bývalá škola